# Liste des lignes de chemin de fer de Norvège
Pour des articles plus généraux, voir Transport ferroviaire en Norvège et ligne de chemin de fer.
Les différentes lignes ferroviaires norvégiennes sont:

## Lignes en service (transport passagers et marchandises)
- Hovedbanen (Oslo - Eidsvoll - Hamar) (ouverte en 1854, jusqu'à Hamar en 1880)
- Kongsvingerbanen (Lillestrøm - Kongsvinger) (1862)
- Randsfjordbanen (Drammen - Hokksund-Hønefoss) (1868)
- Drammenbanen (Oslo - Drammen) (1872)
  - Spikkestadlinjen (Asker - Spikkestad) (1872, faisant originellement partie de la Drammenbanen)
- Rørosbanen (Hamar - Røros - Støren) (1877)
- Jærbanen (Stavanger - Egersund) (1878)
- Østfoldbanen
  - Vestre linje (Branche ouest) (Oslo - Kornsjø) (1879)
  - Østre linje (Branche est) (Ski - Sarpsborg) (1882)
- Vestfoldbanen (Drammen-Larvik - Skien) (1882)
- Meråkerbanen (Hell - Storlien) (1882)
- Gjøvikbanen (Oslo - Gjøvik) (1900)
- Ofotbanen (Narvik - Riksgränsen - (Kiruna, Suède)) (1902)
- Bergensbanen (Bergen - Voss-Hønefoss) (jusqu'à Voss en 1883, Hønefoss 1908)
- Arendalsbanen (Nelaug - Arendal) (1910)
- Bratsbergbanen (Skien - Notodden) (1917)
- Dovrebanen (Oslo - Hamar - Lillehammer - Dombås - Trondheim) (1921)
- Raumabanen (Dombås - Åndalsnes) (1924)
- Sørlandsbanen (Hokksund - Kongsberg - Kristiansand - Stavanger) (jusqu'à Kongsberg en 1871, Kristiansand 1938, Stavanger 1944)
- Flåmsbana (Myrdal - Flåm) (1944)
- Nordlandsbanen (Trondheim - Bodø) (jusqu'à Sunnan en 1905, Grong 1929, Bodø 1962)
- Oslotunnelen (Skøyen - Oslo) (1980)
- Gardermobanen (Oslo - Gardermoen - Eidsvoll) (1998)
- Stavne–Leangenbanen (Mariengorg - Leangen) 1957

## Lignes en service (fret uniquement)
- Solørbanen (Kongsvinger - Elverum) (1913)
- Ligne de Loenga à Alnabru (1907)
- Ligne de Brevik' (Eidanger-Brevik) (1895)
- Ligne d'Ålgård (Sandnes - Gesjdal) (1924) - partiellement utilisée
- Ligne de Numedal (1927) - partiellement utilisée
- Ligne de Randsfjord (1866) - très partiellement utilisée

## Lignes touristiques
- Ligne du Setesdal (1895)

## Lignes fermées
- Ligne de Solbergfoss (Askim) (1917-1964).
- Ligne Kirkenes–Bjørnevatn (no) (trafic suspendu depuis la faillite en 2015 de la compagnie minière  AS Sydvaranger qui en était propriétaire).